# Гилберт, Чарльз Генри
Чарльз Генри Гилберт (англ. Charles Henry Gilbert; 1859—1928) — американский ихтиолог.

## Биография
В 1883 году Гилберт окончил учёбу в Индианском университете в Блумингтоне. Сначала он работал ассистентом в своём университете (1880—1884), затем доцентом по биологии в университете Цинциннати (1884—1889), потом снова по зоологии в Блумингтоне (1889—1891) и с тех пор профессором зоологии в Станфордском университете. В 1925 году он вышел на пенсию. В 1880—1898 годах он был членом американской комиссии по рыболовству, с 1909 по 1927 год — специалистом по лососёвым США. На американском исследовательском судне «Albatross» он неоднократно принимал участие в поездках на Гавайи в 1902 году и в Японию в 1906 году, где в качестве ихтиолога исследовал северную часть Тихого океана и описал много новых видов (в целом 620). Совместно с Дэвидом Джорданом в 1882 году он издал книгу о пресноводных и морских рыбах «Synopsis of the Fishes of North America». Очень рано у Гилберта сформировались природоохранные представления и уже в двадцатых годах 20-го века он предостерегал от угрожающего чрезмерного вылова и предвидел вымирание популяций тихоокеанских лососей (Oncorhynchus).